# Acacia tropica
Acacia tropica är en ärtväxtart som först beskrevs av Joseph Henry Maiden och Blakeley, och fick sitt nu gällande namn av Mary Douglas Tindale. Acacia tropica ingår i släktet akacior, och familjen ärtväxter. Inga underarter finns listade i Catalogue of Life.